# Argulus yuii
Argulus yuii is een visluizensoort uit de familie van de Argulidae. De wetenschappelijke naam van de soort is voor het eerst geldig gepubliceerd in 1958 door Wang K.N..